# Question nationale
On appelle « question nationale » l'ensemble des problèmes, dans un pays donné, qui émanent de la cohabitation, souvent contre leur gré, de populations se réclamant de nations différentes au sein de ce même pays.
Ces problèmes incluent souvent des enjeux tels que la souveraineté ou l'autonomie nationale, le contrôle des richesses et du territoire, la liberté de langue et de religion, la discrimination sur base ethnique, etc.
En Europe occidentale, on peut citer comme exemples de « question nationale » les mouvements nationaux en Écosse, en Catalogne, au Pays basque, en Bretagne, la question de l'Irlande du Nord, la crise belge, le mouvement nordiste italien.
En Amérique du Nord, on peut citer l'exemple du Québec, une province du Canada qui demande plus d'autonomie et de pouvoirs. Un mouvement souverainiste important défend l'idée de la souveraineté du Québec.